# Strmovo (Lajkovac)
Strmovo (Lajkovac) (em cirílico: Стрмово) é uma vila da Sérvia localizada no município de Lajkovac, pertencente ao distrito de Kolubara. A sua população era de 309 habitantes segundo o censo de 2011.

## Demografia
| 1948 | 1953 | 1961 | 1971 | 1981 | 1991 | 2002 | 2011 |
| ---- | ---- | ---- | ---- | ---- | ---- | ---- | ---- |
| 615  | 623  | 569  | 519  | 475  | 386  | 358  | 309  |